# Stenbrohult
Stenbrohult est une paroisse du sud de la Suède, située dans le comté de Kronoberg, sur le territoire de la commune d'Älmhult. Sa superficie est de 12 821 hectares.

## Démographie
| Année      | 1889  | 1916  | 2006  |
| ---------- | ----- | ----- | ----- |
| Population | 2 916 | 2 827 | 2 665 |

## Lieux et monuments
- Présence de huit dolmens remontant au Néolithique
- Tumuli datant de l'âge du bronze
- Råshult, lieu de naissance de Carl von Linné
- Église construite en 1828-1830
- Statue de Carl von Linné réalisée par Gerda Sprinchorn en 1948

## Personnages célèbres
- Carl von Linné (1707-1778): naturaliste suédois, né à Råshult le 23 mai 1707